# Montreuil-sur-Epte
Montreuil-sur-Epte is een dorp in Frankrijk. Het ligt aan de Epte en in het Parc naturel régional du Vexin français.
Er ligt een aangelegde geul, een soort bisse, voor de irrigatie.

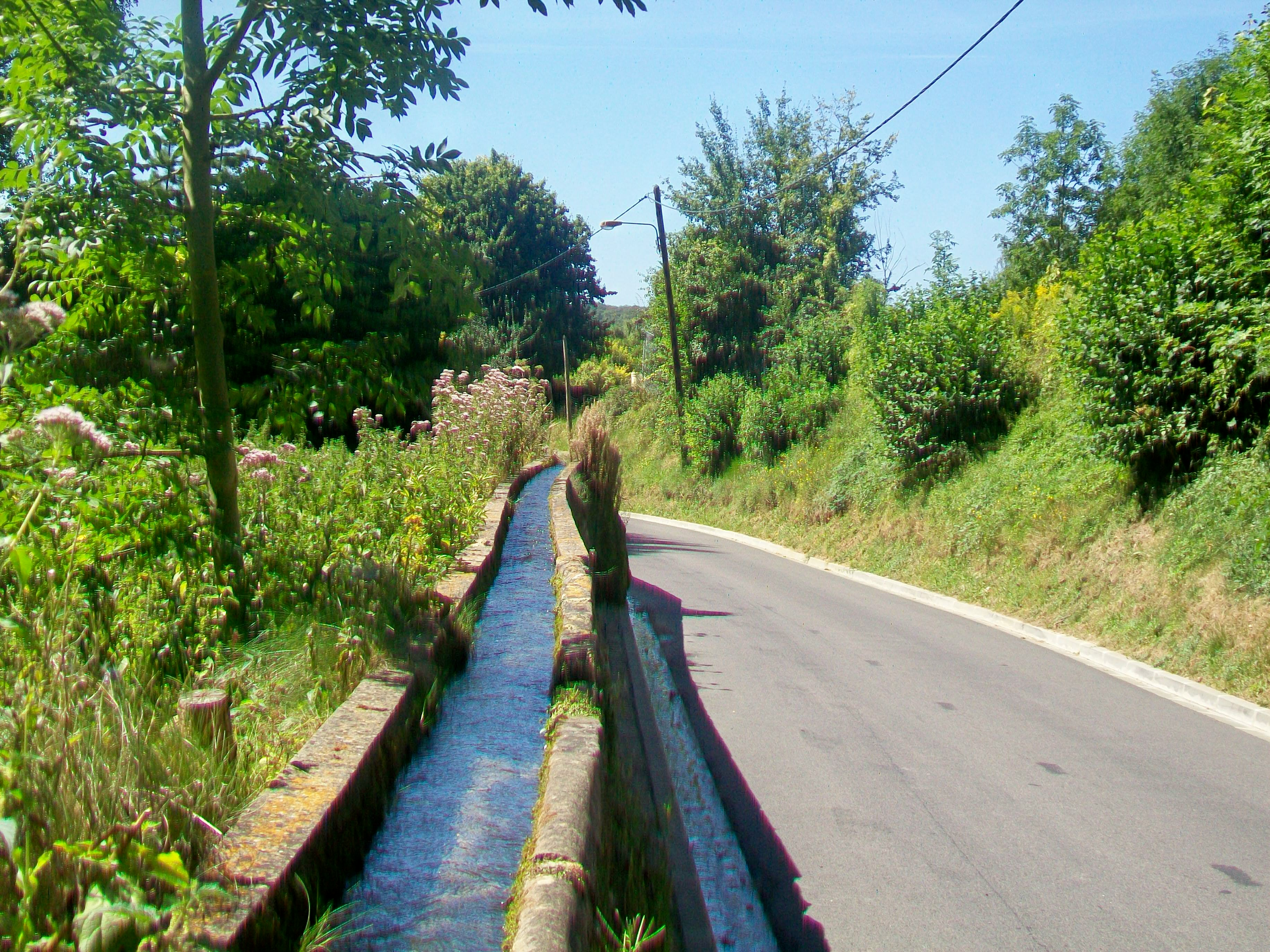
bief des moulins

## Kaart
De onderstaande kaart toont de ligging van Montreuil-sur-Epte met de belangrijkste infrastructuur en aangrenzende gemeenten.

## Demografie
Onderstaande figuur toont het verloop van het inwonertal, bron: INSEE-tellingen. 

## Websites
- (fr)  Statistische informatie op de website van INSEE

1. ↑  Populations de référence 2022.